# Granje (Jakšić)
Granje je naselje u općini Jakšić, smješteno nedaleko od prometnice Požega-Kutjevo. S tri je strane okruženo šumom, bogato je pašnjacima, plodnim njivama i izvorima pitke vode. Nedaleko od naselja protječe potok Rodnjak. 
Selo ima četrdesetak kuća smještenih s obje strane glavne ulice, duge oko 250 metara, te u dva sokaka, koji se nadovezuju na glavnu ulicu, na početku i na kraju sela. Selo je smješteno svojevrsnoj zavali, tako da se ne vidi s glavnog puta Jakšić-Kutjevo. To mu daje i stanovitu prednost u odnosu na druga sela u okolini, jer je zaštićeno od ledenih zimskih vjetrova.

## Stanovništvo
Prema popisu stanovništva iz 2001. godine Granje je imao 108 stanovnika.
| broj stanovnika | 65    | 55    | 73    | 103   | 143   | 155   | 162   | 162   | 182   | 169   | 145   | 145   | 116   | 115   | 108   | 91    | 65    |
|                 | 1857. | 1869. | 1880. | 1890. | 1900. | 1910. | 1921. | 1931. | 1948. | 1953. | 1961. | 1971. | 1981. | 1991. | 2001. | 2011. | 2021. |